# Sindangan
Sindangan is een gemeente in de Filipijnse provincie Zamboanga del Norte op het eiland Mindanao. Bij de laatste census in 2007 had de gemeente bijna 88 duizend inwoners.

## Geografie

### Bestuurlijke indeling
Sindangan is onderverdeeld in de volgende 52 barangays:
| - Bago - Balok - Bantayan - Bato - Benigno Aquino Jr. - Binuangan - Bitoon - Bucana - Calatunan - Caluan - Calubian - Dagohoy - Dapaon - Datagan - Datu Tangkilan - Dicoyong - Disud - Don Ricardo Macias | - Doña Josefa - Dumalogdog - Fatima - Gampis - Goleo - Imelda - Inuman - Joaquin Macias - La Concepcion - La Roche San Miguel - Labakid - Lagag - Lapero - Lawis - Magsaysay - Mandih - Maras | - Mawal - Misok - Motibot - Nato - Nipaan - Pangalalan - Piao - Poblacion - Santo Niño - Santo Rosario - Siare - Talinga - Tigbao - Tinaplan - Titik - Upper Inuman - Upper Nipaan |

## Demografie
Sindangan had bij de census van 2007 een inwoneraantal van 87.720 mensen. Dit zijn 7.587 mensen (9,5%) meer dan bij de vorige census van 2000. De gemiddelde jaarlijkse groei komt daarmee uit op 1,26%, hetgeen lager is dan het landelijk jaarlijks gemiddelde over deze periode (2,04%). Vergeleken met de census van 1995 is het aantal mensen met 15.622 (21,7%) toegenomen.

De bevolkingsdichtheid van Sindangan was ten tijde van de laatste census, met 87.720 inwoners op 451 km², 194,5 mensen per km².